# Neoperla simplicior
Neoperla simplicior är en bäcksländeart som beskrevs av Navás 1932. Neoperla simplicior ingår i släktet Neoperla och familjen jättebäcksländor. Inga underarter finns listade i Catalogue of Life.